# Francis Mariani
Pour les articles homonymes, voir Mariani.
Francis Mariani, de son vrai nom François-Marie Mariani, est un membre supposé et parrain présumé du gang de la Brise de mer, gang qui tient son nom d'un bar bastiais où ses membres se réunissaient dans les années 1980.

## Biographie

### De 2000 à 2007
Francis Mariani, éleveur de bovins de profession, a été rendu célèbre par de multiples évasions et sa participation présumée à de nombreux casses de banques. En janvier 1984, il s'était évadé de la prison Sainte Claire de  Bastia en compagnie du nationaliste Charles Pieri, par une simple corde. En mai 2001, il avait passé tranquillement la porte de la prison de Borgo grâce à l'envoi d'un faux ordre de remise en liberté par télécopie, en compagnie de Maurice Costa et de Pierre-Marie Santucci, également membres supposés du gang de la Brise de mer.
Le 2 mai 2002, il est condamné à 4 ans de prison et 4 500 euros d'amende par le tribunal correctionnel d'Ajaccio.
Il a été condamné par défaut à sept ans de prison pour « association de malfaiteurs » par la cour d'appel des Bouches-du-Rhône à Aix-en-Provence en mars 2008 dans le cadre de l'assassinat de Nicolas Montigny, en 2001, un nationaliste corse de la mouvance de François Santoni.
Il avait également échappé à une tentative d'assassinat en 2007, sa Porsche blindée lui ayant permis de prendre rapidement la fuite sans être touché.
Il était, par ailleurs, un très bon pilote de rallye (triple vainqueur de la Ronde de la Giraglia, en 1996, 1997, et 2000).

### Fuite et mort
En mars 2008, Francis Mariani a fui la veille de sa condamnation à sept ans de prison pour sa participation à l'assassinat en 2001 de Nicolas Montigny.
Il périt dans l'explosion aux origines inexpliquées d'un hangar désaffecté sur la commune de Casevecchie au lieu-dit des Pianicce, proche d'Antisanti et d'Aleria (Haute-Corse) le 15 janvier 2009. L'analyse de son ADN et de sa dentition ont permis d'établir son identification. Il a été retrouvé en compagnie d'une autre personne, décédée également, Charles Fraticelli, un ami commerçant. On a en premier lieu supposé qu'ils étaient en train de fabriquer une bombe et que celle-ci a explosé en raison d'ondes parasites de téléphone portable. La dernière version officielle établit selon Le Monde du 25 juin 2013 que la mort est la conséquence d'une bombe télécommandée.
Un des membres présumés du noyau dur du gang de la Brise de mer, Richard Casanova, avait été abattu le 23 avril 2008 à Porto-Vecchio. À la suite d'une dénonciation post-mortem par Claude Chossat condamné lui même dans cette affaire, Francis Mariani a été accusé de cet assassinat.

## Enquête
Une information judiciaire est ouverte et menée par le juge d'instruction Claude Choquet de la juridiction interrégionale spécialisée (JIRS) de Marseille, spécialisée dans le crime organisé.
Dix-huit personnes ont été interpellées le 18 mai 2010 dans le cadre de l'enquête sur sa mort. Les interpellations ont eu lieu notamment à Bastia, Ajaccio ou Corte. Certaines personnes font partie de son entourage. Toutes ces personnes sauf une ont été remises en liberté.
L'opération visait à reconstituer les avoirs financiers du clan Costa. Des banques, des brasseries, des sociétés immobilières et deux études notariales ont été perquisitionnées par les gendarmes. Un mandat de recherches a été émis à l'encontre de Maurice Costa, fiché au grand banditisme et suspecté d'avoir succédé à Francis Mariani. Son frère Dominique Costa fait également l'objet d'un mandat de recherches. En août 2017, la justice n'a plus de doutes, il s'agit bel et bien d'un assassinat.
Selon l'ordonnance du juge Cotelle, le gang lance sa propre enquête. Mickaël Cantelli, ancien nationaliste du FLNC, canal habituel, se serait lancé dans la grande criminalité recruté par Francis Mariani. Il se vante de pouvoir déclencher des explosions à distance jusqu'à 1 km via des télécommande d'aéromodélisme. Il se serait entraîné dans une carrière sur une carcasse d'un Peugeot 205 sur ordre de Mariani. Le gang pense qu'il peut être à l'origine de l'explosion dans laquelle Mariani périt. Il disparaît le 4 février 2009. Son corps n'a jamais été retrouvé. Autre présumé coupable, Claude Chossat, le chauffeur et garde du corps de Francis Mariani. On lui aurait signifié à l'oreille « Tu n'es pas là, et, comme par hasard, il arrive quelque chose... ». Reproche qui équivaut à une condamnation à mort. Claude Chossat échappe à une tentative d'assassinat alors qu'il circule à moto. Il s'enfuit en Suisse où il est interpellé à son retour. Il accepte de collaborer avec la justice et devient de fait le premier repenti corse.

## Citations
- « La Brise de mer ? c'est de la pipette, un mythe ! Elle n'existe pas[3]. » —  Francis Mariani durant son procès à la cour d'appel d'Aix en Provence.
- « Je le promenais[3]... » —  En réponse au juge qui lui demandait : « Comment se fait-il que vous aviez un pistolet Walther P22 dans votre coffre ? »